# Enrique Parra
Enrique Valentín Parra Rojas (Santiago del Cile, 17 agosto 1925 – Santiago del Cile, 15 marzo 2003) è stato un cestista cileno.

## Carriera
Ha disputato le Olimpiadi del 1948 con il Cile, classificandosi al 6º posto.